# 68325 Begues
68325 Begues este un asteroid din centura principală de asteroizi.

## Descriere
68325 Begues este un asteroid din centura principală de asteroizi. A fost descoperit pe 23 aprilie 2001 la Begues de José Manteca. El prezintă o orbită caracterizată de o semiaxă mare de 3,05 ua, o excentricitate de 0,17 și o înclinație de 16,9° în raport cu ecliptica.